# Волоочко венесуельське
Волоочко венесуельське (Troglodytes rufulus) — вид горобцеподібних птахів родини воловоочкових (Troglodytidae). Поширений на півночі Південної Америки.

## Поширення
Мешкає на узліссях лісів і чагарниках у тепуях південно-східної Венесуели та прикордонних регіонів Гаяни та і штату Рорайма на півночі Бразилії на висоті між 1000 і 2800 м над рівнем моря.

## Опис
Його довжина становить від 11,4 до 12,2 см. Оперення верху рудувато-каштанове; вохристо-коричневі брови та щоки вохристо-коричневого кольору; крила і хвіст мають тонкі чорнуваті смуги; боки від коричневого до рудого, а грудка та живіт сіруваті.